# Rebecca Pitcher
Rebecca Pitcher (1972) è una cantante e attrice statunitense, nota soprattutto per aver ricoperto il ruolo della giovane soprano Christine Daaé nel musical di Andrew Lloyd Webber The Phantom of the Opera.
Dopo aver terminato gli studi al Baldwin Wallace College, in Ohio, la Pitcher ha frequentato il Peabody Institue di Baltimora. È stata un membro della Pittsburgh Opera Center di Duquesne, con la quale ha ricoperto il ruolo di Papagena in un allestimento del Flauto magico di Mozart.
Nel 2004, la Pitcher ricopre per la prima volta il ruolo di Christine Daaé nel tour statunitense del musical The Phantom of the Opera, a fianco a Gary Mauer. Dal 2005 ha ricoperto il ruolo di Christine a Broadway, per poi diventare l'attrice di ruolo fino al 16 aprile 2006, quando è stata sostituita da Sandra Joseph.